# Grankottvecklare
Grankottvecklare (Cydia strobilella) är en fjärilsart som tillhör familjen vecklare och som beskrevs av Carl von Linné 1758.
Grankottsvecklaren har en vingbredd på 11-14 mm, gulbruna framvingar med ett flertal bly- eller silverglänsande, vinkelböjda och delvis greniga tvärlinjer. Larverna lever i grankottar, delvis av deras frön.
Arten har ett stort utbredningsområde, nästan hela Europa (men inte i den sydostligaste delen), norra Asien och norra Nordamerika.